# DDR-Skimeisterschaften 1979
Die Wettkämpfe der 31. DDR-Skimeisterschaften fanden erst- und einmalig getrennt nach Männern und Frauen statt. Vom 25. bis 28. Januar 1979 kämpften die männlichen Athleten bei sechs Entscheidungen auf den Sportanlagen in Oberhof und auf der Normalschanze in Schmiedefeld um Meistertitel. Die Titelkämpfe bei den Frauen wurden vom 23. bis zum 25. März im sächsischen Oberwiesenthal ausgetragen. Es blieb der einzige Versuch, die DDR-Meisterschaften getrennt nach Geschlechtern auszutragen. Die Langstreckenmeisterschaften über 20 km der Frauen und 50 km der Männer fanden bereits kurz vor Weihnachten 1978, am 23. Dezember, in Klingenthal statt. Ursprünglich sollten sie in der Harzgemeinde Hasselfelde stattfinden. Wegen absoluten Schneemangels konnte die Gemeinde die Wettkämpfe aber nicht gewährleisten. Auch in Klingenthal gelang es nur mit großem Aufwand, eine wettkampffähige Loipe zu gestalten, die zwei Rennen konnten aber stattfinden.

## Langlauf

### Männer

#### 15 km
Beim einzigen Wettkampf am 27. Januar konnte nun auch der einheimische ASK Oberhof seinen ersten Meistertitel bejubeln. Arnd Krause, eine halbe Minute nach Jürgen Wolf gestartet, blieb von Anfang an ein hartnäckiger Verfolger. Als Wolf infolge eines Sturzes mit einer defekten Skibindung zu kämpfen hatte, konnte Krause aufschließen. Ins Ziel kamen beide Athleten fast gleichzeitig an, aber Krause hatte nunmehr ziemlich genau eine halbe Minute Vorsprung. Bronze holte sich Alf-Gerd Deckert, der nur knapp zwei Sekunden Rückstand auf Wolf hatte.
Datum: Sonnabend, 27. Januar 1979
| Platz | Sportler          | Mannschaft            | Zeit (h) |
| ----- | ----------------- | --------------------- | -------- |
| 1     | Arnd Krause       | ASK Vorwärts Oberhof  | 47:09,95 |
| 2     | Jürgen Wolf       | SC Dynamo Klingenthal | 47:40,89 |
| 3     | Alf-Gerd Deckert  | SC Dynamo Klingenthal | 47:42,73 |
| 4     | Gerd Heßler       | SC Dynamo Klingenthal | 48:03,35 |
| 5     | Peter Anders      | ASK Vorwärts Oberhof  | 48:16,96 |
| 6     | Wolfgang Hoffmann | SC Dynamo Klingenthal | 48:22,00 |

#### 30 km
Den Auftaktwettbewerb gewann der Klingenthaler Jürgen Wolf. Dies war sein erster Einzeltitel bei DDR-Meisterschaften. Der Sieg kam etwas überraschend, da eigentlich Lokalmatador Arnd Krause leicht favorisiert war. Und zunächst bestätigte er diese Favoritenrolle, da er nach 10 Kilometern 19 Sekunden Vorsprung vor Gerd Heßler hatte. Wolf war zu dieser Zeit nur Vierter. Am Ende wurde Krause durch Gerd Heßler sogar noch um 35 Hundertstelsekunden auf den Bronzeplatz verdrängt.
Datum: Donnerstag, 25. Januar 1979
| Platz | Sportler          | Mannschaft            | Zeit (h)   |
| ----- | ----------------- | --------------------- | ---------- |
| 1     | Jürgen Wolf       | SC Dynamo Klingenthal | 1:36:56,81 |
| 2     | Gerd Heßler       | SC Dynamo Klingenthal | 1:37:41,19 |
| 3     | Arnd Krause       | ASK Vorwärts Oberhof  | 1:37:41,54 |
| 4     | Alf-Gerd Deckert  | SC Dynamo Klingenthal | 1:38:34,31 |
| 5     | Wolfgang Hoffmann | SC Dynamo Klingenthal | 1:39:10,62 |
| 6     | Peter Anders      | ASK Vorwärts Oberhof  | 1:39:15,45 |

#### 50 km
Den ersten Meistertitel der Saison holte sich vor einheimischer Kulisse der Klingenthaler Gerd Heßler. Er führte das Feld von Beginn an und ließ zu keiner Zeit Zweifel am Sieg. Vorjahressieger Hartmut Freyer gab nach der Hälfte des Rennens auf. Bei seinem ersten Skimarathon holte sich der Oberhofer Arnd Krause gleich den Vizemeistertitel. Für den SC Motor Zella-Mehlis war die Bronzemedaille von Helmut Schlott die erste Meisterschaftsmedaille auf dieser Distanz seit der Clubgründung.
Datum: Sonnabend, 23. Dezember 1978
| Platz | Sportler          | Mannschaft            | Zeit (h) |
| ----- | ----------------- | --------------------- | -------- |
| 1     | Gerd Heßler       | SC Dynamo Klingenthal | 2:27:21  |
| 2     | Arnd Krause       | ASK Vorwärts Oberhof  | 2:28:17  |
| 3     | Helmut Schlott    | SC Motor Zella-Mehlis | 2:28:51  |
| 4     | Jürgen Wolf       | SC Dynamo Klingenthal | 2:30:02  |
| 5     | Karsten Brandt    | SC Dynamo Klingenthal | 2:30:39  |
| 6     | Wolfgang Hoffmann | SC Dynamo Klingenthal | 2:32:17  |

#### 4 × 10-km-Staffel
Der Staffelwettbewerb geriet in gewisser Weise zur Farce. Nur vier Staffeln traten an, wobei die Klubs aus Zella-Mehlis und Oberwiesenthal keine Mannschaft nominiert hatten. Dafür schickte der SC Dynamo Klingenthal gleich drei Staffeln ins Rennen. So kam es im Prinzip zu internen Klubmeisterschaften, bei der die erste Klubstaffel am Ende nur eine Sekunde vor der zweiten Klingenthaler Staffel ins Ziel kam. Die einheimischen Armeesportler konnten dank der schnellsten Einzelzeit von Arnd Krause noch Bronze gewinnen.
Datum: Sonntag, 28. Januar 1979
| Platz | Mannschaft               | Sportler                                                   | Zeit (h) |
| ----- | ------------------------ | ---------------------------------------------------------- | -------- |
| 1     | SC Dynamo Klingenthal I  | Wolfgang Hoffmann Alf-Gerd Deckert Gerd Heßler Jürgen Wolf | 2:31:24  |
| 2     | SC Dynamo Klingenthal II | Jürgen Bachmann Karsten Brandt Steffen Kühne Heiko Töpelt  | 2:31:25  |
| 3     | ASK Vorwärts Oberhof     | Cuno Schreyl Peter Anders Arnd Krause Udo Recknagel        | 2:33:31  |

### Frauen

#### 5 km
Auch über die kürzeste Strecke konnte sich Veronika Hesse durchsetzen. Auch die Vizemeisterin kam mit Marion Büchner aus Zella-Mehlis. Bronze holte sich die erst 18-jährige Carola Anding aus Oberhof.
Datum: Sonnabend, 24. März 1979
| Platz | Sportler         | Mannschaft                | Zeit (h) |
| ----- | ---------------- | ------------------------- | -------- |
| 1     | Veronika Hesse   | SC Motor Zella-Mehlis     | 16:57    |
| 2     | Marion Büchner   | SC Motor Zella-Mehlis     | 17:17    |
| 3     | Carola Anding    | ASK Vorwärts Oberhof      | 17:24    |
| 4     | Barbara Petzold  | SC Traktor Oberwiesenthal | 17:29    |
| 5     | Birgit Schreiber | SC Traktor Oberwiesenthal | 17:31    |
| 6     | Marlies Rostock  | SC Dynamo Klingenthal     | 17:43    |

#### 10 km
Mit den 10 Kilometern starteten die Meisterschaften der Frauen. Bei leichtem Schneefall gewann die Zella-Mehliserin Veronika Hesse ihren vierten Einzeltitel. Ihr Sieg war nie gefährdet; im Ziel hatte sie über eine dreiviertel Minute Vorsprung vor der neuen Vizemeisterin Barbara Petzold. Vorjahresmeisterin Christel Meinel kam nach Schwierigkeiten in der ersten 5-km-Runde auf dem vierten Platz ein.
Datum: Freitag, 23. März 1979
| Platz | Sportler        | Mannschaft                | Zeit (h) |
| ----- | --------------- | ------------------------- | -------- |
| 1     | Veronika Hesse  | SC Motor Zella-Mehlis     | 35:14    |
| 2     | Barbara Petzold | SC Traktor Oberwiesenthal | 36:01    |
| 3     | Marlies Rostock | SC Dynamo Klingenthal     | 36:23    |
| 4     | Christel Meinel | SC Dynamo Klingenthal     | 36:32    |
| 5     | Petra Rohrmann  | SC Motor Zella-Mehlis     | 36:54    |
| 6     | Marion Büchner  | SC Motor Zella-Mehlis     | 37:20    |

#### 20 km
Bei vorweihnachtlicher Atmosphäre holte sich Barbara Petzold ihren fünften Titel über die 20 Kilometer. Im Ziel hatte sie gegenüber der Vizemeisterin Veronika Hesse fast eine Minute Vorsprung herausgelaufen.
Datum: Sonnabend, 23. Dezember 1978
| Platz | Sportler        | Mannschaft                | Zeit (h) |
| ----- | --------------- | ------------------------- | -------- |
| 1     | Barbara Petzold | SC Traktor Oberwiesenthal | 1:01:15  |
| 2     | Veronika Hesse  | SC Motor Zella-Mehlis     | 1:02:09  |
| 3     | Marion Büchner  | SC Motor Zella-Mehlis     | 1:02:44  |
| 4     | Martina Scharf  | SC Dynamo Klingenthal     | 1:03:31  |
| 5     | Christel Meinel | SC Dynamo Klingenthal     | 1:03:42  |
| 6     | Petra Rohrmann  | SC Motor Zella-Mehlis     | 1:04:25  |

#### 4 × 5-km-Staffel
Schon in den Einzelentscheidungen hatte sich angedeutet, das die Zella-Mehliser Staffel bei der Vergabe des Meistertitels ein Wörtchen mitreden würde. Ins Ziel kam sie letztlich mit über einer dreiviertel Minute Vorsprung vor der Staffel aus Oberwiesenthal. Bronze holte sich die Staffel aus Klingenthal.
Datum: Sonntag, 25. März 1979
| Platz | Mannschaft                | Sportler                                                    | Zeit (h) |
| ----- | ------------------------- | ----------------------------------------------------------- | -------- |
| 1     | SC Motor Zella-Mehlis     | Schramm Marion Büchner Petra Rohrmann Veronika Hesse        | 1:11:28  |
| 2     | SC Traktor Oberwiesenthal | Ute Nestler Beate Witscher Birgit Schreiber Barbara Petzold | 1:12:15  |
| 3     | SC Dynamo Klingenthal     | Bärbel Glaß Marlies Rostock Vierheller Christel Meinel      | 1:12:45  |

## Nordische Kombination
Der erst im Sommer 1978 operierte Favorit Ulrich Wehling führte schon nach dem Springen die Konkurrenz mit 22 Sekunden Vorsprung vor Gunter Schmieder an.
Im Langlauf konnte Wehling diesen Vorsprung fast halten, in der Endauswertung waren es noch 17 Sekunden Vorsprung vor Vizemeister Gunter Schmieder. Mit Laufbestzeit konnte sich der Oberwiesenthaler Andreas Langer noch von Platz sieben auf den Bronzerang vorarbeiten. Weltmeister Konrad Winkler hatte nach einer Schulterverletzung erst zwei Monate Training hinter sich, so reichte es nur für Platz fünf.
Sprunglauf: Donnerstag, 25. Januar 1979; 15-km-Langlauf: Freitag, 26. Januar 1979
| Platz | Sportler         | Mannschaft                | Punkte  |
| ----- | ---------------- | ------------------------- | ------- |
| 1     | Ulrich Wehling   | SC Traktor Oberwiesenthal | 436,205 |
| 2     | Gunter Schmieder | SC Dynamo Klingenthal     | 430,280 |
| 3     | Andreas Langer   | SC Traktor Oberwiesenthal | 429,900 |
| 4     | Uwe Dotzauer     | SC Dynamo Klingenthal     | 428,420 |
| 5     | Konrad Winkler   | SC Traktor Oberwiesenthal | 417,795 |
| 6     | Wilfried Ott     | SC Traktor Oberwiesenthal | 396,210 |

## Skispringen

### Normalschanze
Am zweiten Wettkampftag griffen auch die Skispringer auf der Naturschanze im Schmiedefelder Vessertal ins Geschehen ein. Schon beim Vorspringen beim Sprunglauf der Nordischen Kombinierer hatte Jochen Danneberg mit 88 Metern einen neuen, allerdings inoffiziellen Schanzenrekord aufgestellt. Im Sprungwettbewerb selbst verbesserte er diesen noch um einen Meter, so dass er nun einen neuen offiziellen Schanzenrekord von 89 Metern aufstellte. Da die zweitbeste Tagesweite nur 84 Meter betrug, gewann Danneberg am Ende mit einem komfortablen Vorsprung von über 11 Punkten. Vizeweltmeister und Mitfavorit Henry Glaß war nicht am Start, da er erst am Abend zuvor beim letzten Hallentraining einen Mittelfußknochenbruch erlitten hatte.
Datum: Freitag, 29. Februar 1980
| Platz | Sportler         | Mannschaft            | Punkte |
| ----- | ---------------- | --------------------- | ------ |
| 1     | Jochen Danneberg | ASK Vorwärts Oberhof  | 257,4  |
| 2     | Martin Weber     | ASK Vorwärts Oberhof  | 246,2  |
| 3     | Klaus Ostwald    | SC Dynamo Klingenthal | 245,2  |
| 4     | Thomas Meisinger | SC Dynamo Klingenthal | 237,1  |
| 5     | Andreas Hille    | SC Dynamo Klingenthal | 236,5  |
| 6     | Bernd Eckstein   | SC Motor Zella-Mehlis | 235,6  |

### Großschanze
Der letzte Wettbewerb auf der Oberhofer Rennsteigschanze hat mit widrigen Wetterbedingungen zu kämpfen. Neuschnee, böiger Wind und Nebel machten den Athleten zu schaffen und ließen so manchen Favoriten straucheln. So musste Jochen Danneberg wegen einer vereisten Brille seinen ersten Sprung schon bei 96 Metern landen. Harald Duschek gelangen jedoch zwei Sprünge mit jeweils 115 Metern. Kein anderer Springer kam an diesem Tage auch nur annähernd an diese Weite heran, so dass Duschek den Meistertitel mit über 30 Punkten Vorsprung gewann.
Datum: Sonntag, 28. Januar 1979
| Platz | Sportler         | Mannschaft                | Punkte |
| ----- | ---------------- | ------------------------- | ------ |
| 1     | Harald Duschek   | SC Motor Zella-Mehlis     | 263,5  |
| 2     | Martin Weber     | ASK Vorwärts Oberhof      | 230,7  |
| 3     | Falko Weißpflog  | SC Traktor Oberwiesenthal | 215,8  |
| 4     | Jochen Danneberg | ASK Vorwärts Oberhof      | 212,3  |
| 5     | Andreas Hille    | SC Dynamo Klingenthal     | 212,3  |
| 6     | Bernd Eckstein   | SC Motor Zella-Mehlis     | 207,9  |
| 7     | Matthias Buse    | SC Dynamo Klingenthal     | 203,2  |

## Medaillenspiegel
Letztmals war der SC Motor Zella-Mehlis der erfolgreichste Sportclub bei Skimeisterschaften. Er profitierte dabei von den drei Titeln von Veronika Hesse, die damit auch die erfolgreichste Athletin der Wettkämpfe war. Insgesamt war die Vergabe der Titel sehr verteilt, jeder Club konnte mindestens zwei Meistertitel gewinnen.
| Medaillenspiegel (nach allen 11 Wettbewerben) | Medaillenspiegel (nach allen 11 Wettbewerben) | Medaillenspiegel (nach allen 11 Wettbewerben) | Medaillenspiegel (nach allen 11 Wettbewerben) | Medaillenspiegel (nach allen 11 Wettbewerben) | Medaillenspiegel (nach allen 11 Wettbewerben) |
| Platz                                         | Mannschaft                                    | Gold                                          | Silber                                        | Bronze                                        | Gesamt                                        |
| --------------------------------------------- | --------------------------------------------- | --------------------------------------------- | --------------------------------------------- | --------------------------------------------- | --------------------------------------------- |
| 1                                             | SC Motor Zella-Mehlis                         | 4                                             | 2                                             | 2                                             | 8                                             |
| 2                                             | SC Dynamo Klingenthal                         | 3                                             | 4                                             | 4                                             | 11                                            |
| 3                                             | ASK Oberhof                                   | 2                                             | 3                                             | 3                                             | 8                                             |
| 4                                             | SC Traktor Oberwiesenthal                     | 2                                             | 3                                             | 1                                             | 6                                             |